# Windkarte

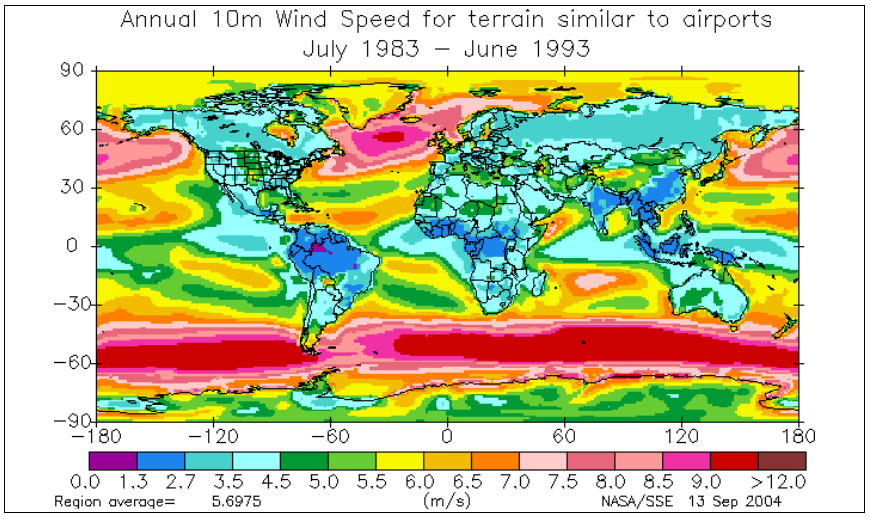
Globale Verteilung der mittleren Windgeschwindigkeiten in 10 Meter Höhe

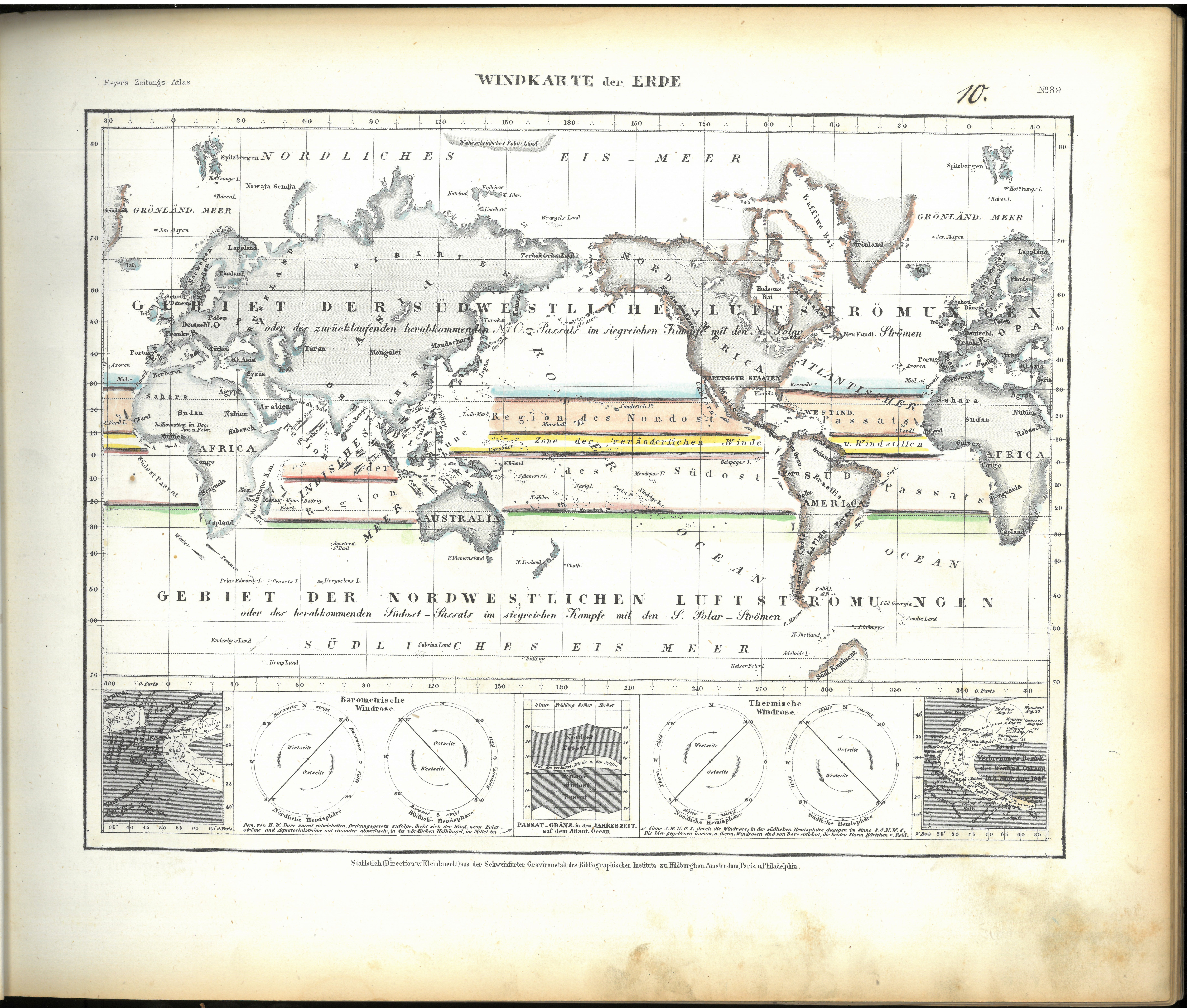
Windkarte der Erde von 1849

Windkarten stellen die Windverhältnisse, insbesondere die Windgeschwindigkeit, in einem Gebiet kartographisch dar. Sie werden beispielsweise für die Planung von Bauwerken, für die Standortwahl von Windkraftanlagen, in der Versicherungswirtschaft oder in der Seefahrt benötigt.
Windkarten haben in Klimaatlanten eine lange Tradition. Die Erstellung beruhte anfangs hauptsächlich auf Schätzungen der Windgeschwindigkeit. Da heute zuverlässigere Informationen benötigt werden, werden sie auf der Grundlage von Messdaten erstellt.

## Grundlagen
Windgeschwindigkeit und -richtung hängen von verschiedenen Faktoren ab. Während im flachen, ebenen Gelände oder über Wasserflächen der Wind fast ungestört weht und relativ hohe Geschwindigkeiten erreicht, ist in topographisch bewegtem Gelände nicht nur die mittlere Geschwindigkeit geringer, sondern wird auch die Windrichtung durch die Geländeform beeinflusst. In solchen Gebieten ist die Windgeschwindigkeit auf den Bergkuppen und -kämmen im Mittel höher als in den Tälern. Der Einfluss der Topographie und Bodennutzung auf den Wind nimmt mit der Höhe über Grund ab. Da der Einfluss der Reibungskraft des Bodens mit der Höhe geringer wird, steigt die Windgeschwindigkeit besonders in den ersten 100 m stark an.

## Anforderungen
Wegen dieser Einflussfaktoren auf den Wind müssen die in Windkarten dargestellten Daten auf den jeweiligen Zweck abgestimmt werden. 
Bei der Planung von Bauwerken oder zur Risikoeinschätzung in der Versicherungswirtschaft ist die maximal zu erwartende Windlast, d. h. der Winddruck auf ein Bauwerk, in der Höhe von einigen Metern über dem Boden von Interesse. Für die Standortplanung von Windkraftanlagen wird die mittlere Windgeschwindigkeit in Nabenhöhe der Windräder benötigt.

## Statistisches Windfeldmodell
Der Deutsche Wetterdienst erstellt für Deutschland Windkarten, die auf langjährigen Messdaten von etwa 220 Windmessstationen beruhen. Die Windgeschwindigkeit wurde nach einer internationalen Vereinbarung in ebenem, offenem Gelände in einer Höhe von 10 m über Grund gemessen oder auf diese Höhe umgerechnet. Auch der Einfluss von Einzelhindernissen wie Bäumen wurde ausgeschaltet.
In dem statistischen Windfeldmodell des Deutschen Wetterdienstes wird die Windgeschwindigkeit als Funktion von verschiedenen Parametern dargestellt, die durch eine Regressionsanalyse aus den bereinigten Messdaten bestimmt wurden. Mit Hilfe der bestimmten Parameter wurde die mittlere Windgeschwindigkeit für die gesamte Bundesrepublik in ein Raster von 200 × 200 m² dargestellt.